# Heimwerken
Als Heimwerken bezeichnet man im Allgemeinen alle nicht als Beruf ausgeübten handwerklichen Tätigkeiten in und an selbst bewohntem Wohnraum – unter dem Motto Do it yourself (engl. Mach es selbst!).

## Beweggründe
Ziel des Heimwerks ist, Schäden zu reparieren bzw. zu renovieren, den Wohnraum zu vergrößern, einzurichten und zu verschönern, den Wohnkomfort oder die Sicherheit zu erhöhen, den Verbrauch von Energie und Wasser oder sonstige Betriebskosten zu senken oder auf sonstige Weise seinen Wert zu erhalten bzw. zu steigern. Oft wird Heimwerken auch nur aus Spaß, Ausleben von Kreativität, aus finanziellen Gründen oder Freude an manueller Arbeit betrieben. Während der Coronapandemie hat Heimwerken eine regelrechte Renaissance erfahren. Da die Menschen während der Lockdown-Phasen in ihrer Mobilität eingeschränkt waren, und das eigene Zuhause allgegenwärtig war, haben viele die Zeit genutzt, und Geld und Arbeit in eine Aufwertung der eigenen vier Wände gesteckt.
Besonders beliebt waren Innenraum-Renovierungen, Einrichtungen und Möbelbau-Projekte, was ebenfalls von Medien und Magazinen aufgegriffen und thematisiert wurde.
Der englische Begriff Do it yourself, abgekürzt DIY, hat grundsätzlich eine umfassendere Bedeutung, wird aber häufig synonym zu Heimwerken verwendet. Der im englischen Sprachraum ebenfalls verwendete Begriff Home improvement umfasst auch professionell ausgeübte Tätigkeiten.

## Geschichte
Grundsätzlich war die Ausführung kleinerer handwerklicher Arbeiten durch Laien auch in der Vergangenheit durchaus üblich, z. B. wurden auf Bauernhöfen viele Reparaturen selbst ausgeführt und Werkzeuge selbst hergestellt. Bereits vor dem Zweiten Weltkrieg gab es in Deutschland Anleitungen für Heimwerker im heutigen Sinne, wobei ein Schwerpunkt auf Reparaturen oder dem Anfertigen von Gebrauchsgegenständen lag, insbesondere in der wirtschaftliche schwierigen Zeit in den 1920er Jahren spielte dieser Aspekt eine große Rolle. Manche Arbeiten, die heute einen erheblichen Teil des Heimwerkens umfassen, wie etwa Anstreichen oder Tapezieren, kamen seinerzeit für Laien weniger in Frage, da viele damals übliche Materialien schwieriger zu verarbeiten waren als heutige. Das Heimwerken erlebte in der Aufbauzeit nach dem Zweiten Weltkrieg einen starken Aufschwung, verstärkt durch das Steigen der Handwerkerpreise aufgrund zunehmender Sozialleistungen. Zudem gab es aufgrund der vielen Neubauten einen gewissen Mangel an Handwerkern, so dass vor allem kleinere Arbeiten eher selbst erledigt wurden. Diesem Trend folgend, erschien am 1. November 1957 die Erstausgabe der Zeitschrift selbst ist der Mann. In den 1960er Jahren entstanden nach US-amerikanischem Vorbild die ersten Baumärkte im Selbstbedienungskonzept in Deutschland. Gleichzeitig stieg das Angebot an Materialien, die auch von Laien verarbeitet werden können (z. B. fertige Wandfarben, die nicht mehr aus Einzelzutaten angerührt werden müssen).
In anderen deutschsprachigen Ländern dagegen, speziell der Schweiz, ist erst seit wenigen Jahren ein Erstarken der Heimwerkerbewegung zu beobachten.

## Wirtschaftliche Bedeutung
In Deutschland erzielten allein die Baumärkte, die aber nur einen Teil des Umsatzes der Heimwerkerbranche darstellen, im Jahr 2011 einen Umsatz von fast 28 Mrd. Euro, Tendenz steigend. Das Marktpotential für Baumärkte steigt seit einigen Jahren mit dem Trend zum Heimwerken, 2007 gaben bei einer Befragung in mehreren europäischen Ländern 60 % der Befragten an, selbst als Heimwerker tätig zu sein, 2010 waren es 70 %.
Dabei geben die Deutschen für Instandhaltungsmaßnahmen im Haus jährlich durchschnittlich 600 Euro aus, sowie 1.500 Euro für eigene Projekte im Garten. 9,2 % der Deutschen geben an, sich regelmäßig bzw. intensiv mit Heimwerken und Basteln zu beschäftigen. Seit einigen Jahren rücken im deutschsprachigen Raum Frauen stärker als Kundenzielgruppe in das Blickfeld der DIY-Branche.
Auch der Presse- und Verlagsbereich profitiert vom Heimwerkermarkt. Neben zahlreichen Einzelpublikationen in Buch- und Heftform erscheinen monatlich zwei führende Heimwerker-Zeitschriften, selber machen (33.063 Exemplare) und selbst ist der Mann (39.008 Exemplare).
In den Covid-19-Pandemie-Jahren zählten die Baumärkte zu den Krisengewinner: Als Geschäfte des Einzelhandels mit Systemrelevanz durften die Märkte auch während des Lockdown geöffnet bleiben und konnten zusätzlich durch Online-Handel und Click & Collect Angebote teilweise zweistellige Umsatz-Zuwächse erzielen. Seit 2021 ist der Umsatz der Baumärkte wieder auf Vorkrisen-Niveau gefallen. Der Trend und die Kundenvorliebe für Online-Bestellungen aber ist erhalten geblieben.